# Salmos (álbum)
Salmos é o álbum de estreia do cantor brasileiro Jorge Camargo, lançado em 1987 de forma independente.
O disco foi produzido por Nelson Bomilcar e Jorge Camargo e conteve repertório predominantemente autoral. Trata-se de um álbum conceitual, cujas canções são baseadas em salmos. Quando relançado em CD, o repertório de Salmos foi unido com o do disco posterior, Feito o Amanhecer (1991).
Em 2019, foi eleito o 71º melhor álbum da década de 1980 em lista publicada pelo portal Super Gospel.

## Faixas
Lado A
1. "O Senhor Reina (Salmo 93)"
2. "Meu Baluarte (Salmo 108)"
3. "Rocha Minha (Salmo 144)"
4. "Salmodiai (Salmo 30)"
5. "Salmo de Amizade" (Instrumental)

Lado B
1. "Melhor Que A Vida (Salmo 63)"
2. "Senhor Nosso (Salmo 8)"
3. "Ele Tudo Fará (Salmo 37)"
4. "Teus Altares (Salmo 84)"
5. "Salmo de Esperança" (Instrumental)